# TELASA
TELASA（テラサ）是一個由KDDI和朝日電視台的合資公司のTELASA株式會社提供的OTT服務。這一服務開始於2020年。

## 外部連結
- TELASA（テラサ）公式サイト （页面存档备份，存于）
- 見放題｜TELASA （页面存档备份，存于）